# Benita Fitzgerald-Brown
Benita Fitzgerald-Brown, née le 6 juillet 1961 à Manassas, Virginie, est une ancienne athlète américaine, qui pratiquait le 100 mètres haies.

## Biographie
Qualifiée pour les Jeux olympiques de 1980 de Moscou, le boycott américain pour protester contre l'invasion de l'Afghanistan par les troupes soviétiques la prive de cette compétition.
En 1984, la favorite pour l'obtention du titre du 100 mètres haies lors des Jeux olympiques de 1984 à Los Angeles est la britannique Shirley Strong. Cette course souffre du boycott des pays du Pacte de Varsovie, dont les dix meilleurs spécialistes mondiales sont issues. Benita Fitzgerald-Brown remporte finalement la course.
Après sa retraite sportive, elle aura l'honneur de faire partie des 8 personnes qui portent le drapeau olympique lors de la cérémonie d'ouverture des Jeux olympiques d'été de 1996 à Atlanta.

## Palmarès

### Jeux olympiques d'été
- Jeux olympiques de 1984 à Los Angeles,  États-Unis
  -  Médaille d'or